# Fiona Andarré
Fiona é uma personagem da série de livros criado por Lemony Snicket (pseudônimo de Daniel Handler). Ela é enteada do Capitão Andarré, irmã de Fernald Andarré ou O Homem de Mãos de Gancho. e aparece pela primeira vez no livro undécimo, A Gruta Gorgônea e mexe com o jovem Klaus, em seguida beijando-o. Ela é uma Micetologista (ou seja, adora fungos) e possui uma biblioteca sobre o assunto.
Mostra-se sesr volátil e VIolet não confia plenamente na jovem micetologista.